# Pyramids of Mars
A Pyramids of Mars a Doctor Who sorozat nyolcvankettedik része, amit 1975. október 25.-e és november 15.-e között vetítettek négy epizódban.

## Történet
Marcus Scarman professzor Egyiptomban egy több ezer éves régi sírt tár fel. A sírkamrában azonban halálos meglepetés várja... A Doktor és Sarah Londonba, a UNIT főhadiszállására igyekeznek, de valami eltéríti a TARDIS-t és jó helyen, de 1911-ben materializálódnak, egy régi rendházban, ami akkor Scarman professzor háza. Igen különös küldemények érkeznek Egyiptomból, amik halálos  veszélyt jelentenek az egész világegyetemre...

## Epizódok listája
| Epizódok listája | Bemutató napja     | Hossza | Nézők száma (millió) |
| ---------------- | ------------------ | ------ | -------------------- |
| 1                | 1975. október 25.  | 25:22  | 10,5                 |
| 2                | 1975. november 1.  | 23:53  | 11,3                 |
| 3                | 1975. november 8.  | 24:32  | 9,4                  |
| 4                | 1975. november 15. | 24:52  | 11,7                 |

## Könyvkiadás
A könyvváltozatát 1976. december 16.-n adta ki a Target könyvkiadó.

## Otthoni kiadás
- VHS-n 1985 februárjában adták ki.
- DVD-n 2004. március 1.-n adták ki.
  - Később újra kiadták a Sarah Jane Kalandjai 4. évadjának DVD kiadásán.

### Fordítás
- Ez a szócikk részben vagy egészben  a   Pyramids_of_Mars című angol Wikipédia-szócikk fordításán alapul.  Az eredeti cikk szerkesztőit annak laptörténete sorolja fel. Ez a jelzés csupán a megfogalmazás eredetét és a szerzői jogokat jelzi, nem szolgál a cikkben szereplő információk forrásmegjelöléseként.